# Geiselbach
Geiselbach ist eine Gemeinde im unterfränkischen Landkreis Aschaffenburg.

## Geografie

Gemeindegebiet von Geiselbach

Gemeindeteile und Gemarkungen von Geiselbach

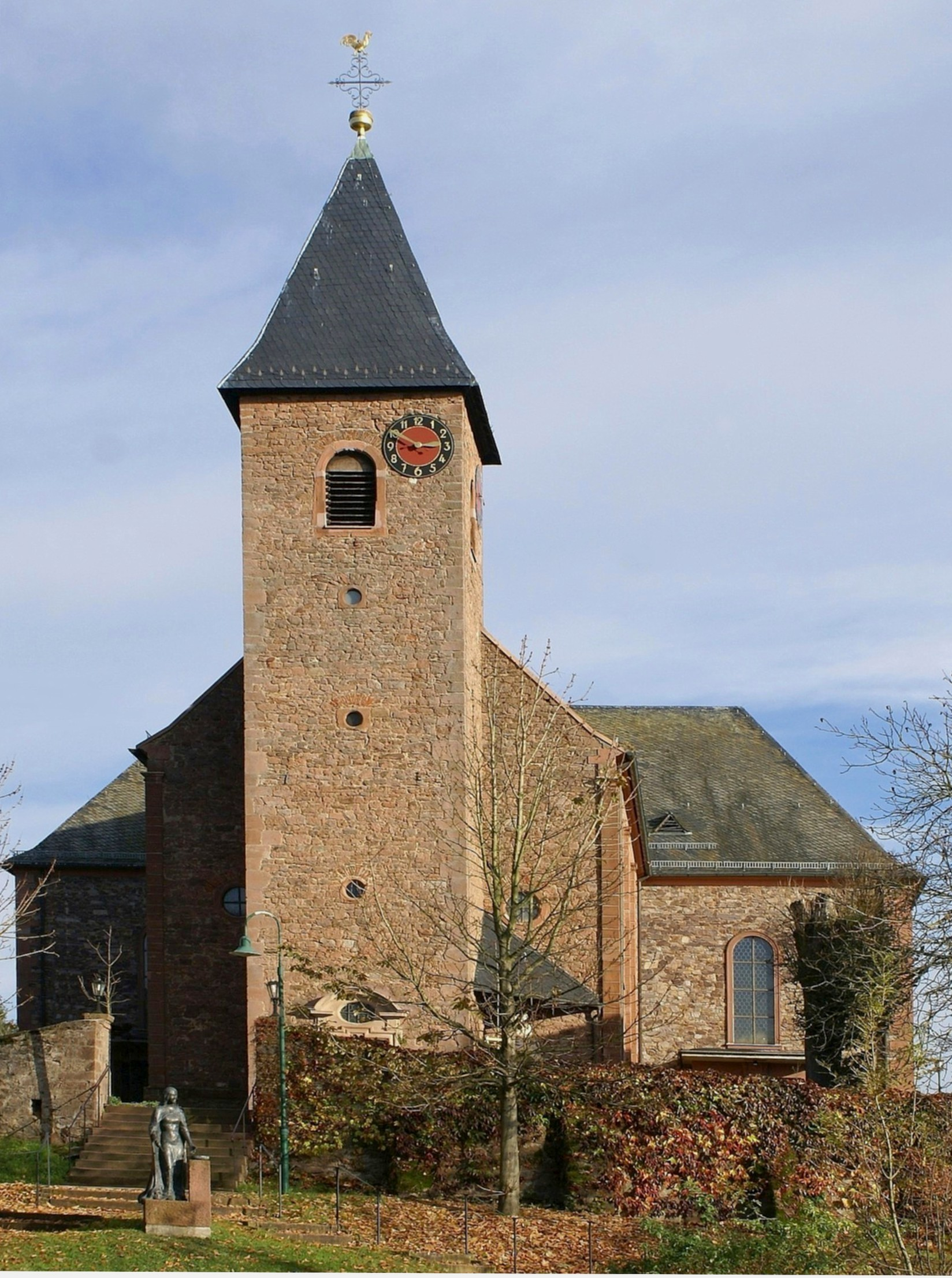
Pfarrkirche St. Maria Magdalena in Geiselbach. Links im Vordergrund die Statue der Maria Magdalena

### Geografische Lage
Geiselbach liegt in der Region Bayerischer Untermain im Kahlgrund direkt an der hessischen Landesgrenze. Die Gemeinde befindet sich etwa 20 km nördlich von Aschaffenburg und ungefähr 50 km östlich von Frankfurt am Main auf 272 m ü. NHN. Der topographisch höchste Punkt der Gemeinde befindet sich am Gipfel des Kreuzberges 388 m ü. NHN (Lage), der niedrigste liegt im Teufelsgrund auf 179 m ü. NHN (Lage).
Das Pfarrdorf Geiselbach selbst liegt an der Staatsstraße 2306 zwischen Hofstädten und Geislitz. Östlich von Geiselbach befindet sich das Dorf Huckelheim. Im Norden liegt Waldrode. Über die Staatsstraße 3269 gelangt man ins nordwestlich liegende Horbach. Im Westen erstrecken sich die Heidköpfe (337 m) in der Sölzert. Der höchste Punkt der Dorfgemarkung befindet sich am Gipfel des Ziegelberges mit 380 m ü. NHN (Lage), der niedrigste liegt am Geiselbach auf 223 m ü. NHN (Lage). Durch Geiselbach führte bis 2019 der Fränkische Marienweg.

### Gemeindegliederung
Es gibt drei Gemeindeteile auf zwei Gemarkungen:
| Gemeindeteil        | Siedlungstyp | Einwohner | Höhe (m u. NHN) | Gemarkung          | Fläche  |
| ------------------- | ------------ | --------- | --------------- | ------------------ | ------- |
| Frohnbügel          | Einöde       | –         | –               | Geiselbach         | –       |
| Geiselbach          | Pfarrdorf    | 1.644     | 270             | Geiselbach         | 535 ha  |
| Omersbach           | Dorf         | 631       | 284             | Omersbach          | 415 ha  |
| –                   | –            | –         | –               | Geiselbacher Forst | 480 ha  |
| Gemeinde Geiselbach |              | 2275      |                 |                    | 1430 ha |

Nördlich von Geiselbach liegt eine dritte, unbewohnte Gemarkung (kein Gemeindeteil), der Geiselbacher Forst. Dieses ehemals gemeindefreie Gebiet wurde im Jahr 2015 teilweise nach Geiselbach eingemeindet.

### Nachbargemeinden
| Gemeinde Freigericht | Gemeinde Linsengericht                      |                       |
|                      | Kompassrose, die auf Nachbargemeinden zeigt | Gemeinde Westerngrund |
| Markt Mömbris        | Gemeinde Krombach                           | Markt Schöllkrippen   |

## Name

### Etymologie
Der Name Geiselbach leitet sich von dem gleichnamigen Bach Geiselbach ab, welcher der Kahl bei Niedersteinbach zufließt. Im Volksmund wird der Ort "Gaaselbich" genannt.

### Frühere Schreibweisen
Frühere Schreibweisen des Ortes aus diversen historischen Karten und Urkunden:
| Jahr | Schreibweise |
| ---- | ------------ |
| 1250 | Geisselbach  |
| 1269 | Geiselbach   |
| 1278 | Geyselbach   |
| 1287 | Geiselbach   |

## Geschichte
Geiselbach wird urkundlich im Jahre 1269 in einem Kaufvertrag zwischen dem Kloster Seligenstadt und dem Erzstift Mainz, zwischen dem Abt Conrad und dem Erzbischof Werner, erwähnt.
Es gibt auch eine frühere Urkunde aus dem Jahr 1250, in der es um einen Zwist zwischen den Brüdern Friedrich und Heinrich von Rannenberg und Reinhard von Hanau um Güter und Rechte in Geiselbach geht.
Nach 1269 hat das Kloster Seligenstadt seine Rechte in Geiselbach an die Adelsgeschlechter von Büdingen, von Hanau, von Rannenberg und an den Ritter Erpho von Orb abgetreten.
1278 übernahm die Gelnhäuser Patrizierin Irmgard Ungefüge die Vogtei Geiselbach mit den Dörfern Geiselbach, Omersbach und Hofstädten. In drei Urkunden vom 25. Mai 1278 war zwischen der Abtei Seligenstadt und Frau Irmgard vereinbart, dass die Abtei alle Rechte zu besseren Zeiten von ihr zurückerwerben könne. Noch vor der Jahrhundertwende (1290) wird Ritter Erpho von Orb wieder als Vogt in Geiselbach genannt.
Das Kloster Seligenstadt behielt die Herrschaft über Geiselbach bis zur Säkularisation. 1802 besetzten Truppen der Landgrafschaft Hessen-Darmstadt das Kloster, zum 1. April 1803 fiel es mit dem Reichsdeputationshauptschluss auch offiziell an Hessen-Darmstadt. Geiselbach gehörte für die folgenden Jahre so zur Landgrafschaft, ab 1806 dem Großherzogtum Hessen. 1811 wurden die Dörfer Geiselbach, Omersbach und Hofstädten dem großherzoglich-hessischen Amt Alzenau angegliedert. Unter dem 30. Januar 1816 schlossen das Großherzogtum und das Königreich Bayern einen Vertrag, der den Austausch einer Reihe von Gebieten vereinbarte: Geiselbach gelangte dadurch an Bayern.
Geiselbach und das Amt Alzenau wurden am 1. Januar 1817 in das Landgericht dritter Klasse Alzenau eingegliedert. Am 3. September 1858 wechselte Geiselbach vom Landgericht älterer Ordnung Alzenau in das damals neu gebildete Landgericht älterer Ordnung Schöllkrippen.
Zum 1. Juli 1862 wurden im Königreich Bayern Verwaltung und Justiz getrennt. Für die Justiz in der Gemeinde Geiselbach wurde nun das neu geschaffene Landgericht Schöllkrippen zuständig, dessen Bezirk unverändert der des Landgerichtes älterer Ordnung Schöllkrippen blieb. Diesem Landgericht Schöllkrippen war das Bezirksgericht Aschaffenburg übergeordnet.
Das Verwaltungsgebiet des Landgerichts älterer Ordnung Schöllkrippen wurde ebenfalls am 1. Juli 1862 mit dem Verwaltungsgebiet des Landgerichtes älterer Ordnung Alzenau zusammengelegt und damit das Bezirksamt Alzenau gebildet. Dieses wurde am 1. Januar 1939 in Landkreis Alzenau in Unterfranken umbenannt. Mit der Auflösung des Landkreises Alzenau in Unterfranken kam Geiselbach am 1. Juli 1972 in den neu gebildeten Landkreis Aschaffenburg.
Am 1. Januar 1972 wurde die Gemeinde Omersbach nach Geiselbach eingemeindet, während die ebenfalls zur ehemaligen Vogtei Geiselbach gehörige Gemeinde Hofstädten 1978 zu Schöllkrippen kam.
Ab 1. Mai 1978 war die Gemeinde Geiselbach wie auch die Gemeinden Blankenbach, Kleinkahl, Krombach, Schöllkrippen, Sommerkahl, Westerngrund und Wiesen Mitglied der Verwaltungsgemeinschaft Schöllkrippen.
Am 1. Januar 1994 wurde die Gemeinde Geiselbach auf eigenes Betreiben aus der Verwaltungsgemeinschaft Schöllkrippen entlassen.
Am 1. Januar 2015 wurde der westliche Teil des ehemaligen gemeindefreien Gebietes Geiselbacher Forst in die Gemeinde eingegliedert.

### Einwohnerentwicklung
Im Zeitraum 1988 bis 2018 stieg die Einwohnerzahl von 1737 auf 2039 um 302 Einwohner bzw. um 17,4 %. 1997 hatte die Gemeinde 2157 Einwohner.
Quelle: BayLfStat

## Politik

### Bürgermeisterin
Seit 1. Mai 1984 ist Marianne Krohnen (CSU) Erste Bürgermeisterin. Sie ist die dienstälteste Bürgermeisterin in Bayern. Bei der Kommunalwahl vom 15. März 2020 wurde sie mit 69,7 % der Stimmen wiedergewählt. Ihr Vorgänger war Kilian Köbert (1909–2000).

### Gemeinderat
Der Gemeinderat besteht aus 14 Gemeinderatsmitgliedern und der Ersten Bürgermeisterin als Vorsitzender. Die Beteiligung an der Gemeinderatswahl lag 2020 bei 66,4 % und erbrachte folgendes Ergebnis:
|  | CSU                          | 9 Sitze | (64,6 %) |
|  | Bürgerforum-Geiselbach (BFG) | 5 Sitze | (32,5 %) |
|  | SPD                          | 0 Sitze | (2,9 %)  |

Weiteres Mitglied und Vorsitzender des Gemeinderates ist die Bürgermeisterin.

## Baudenkmäler

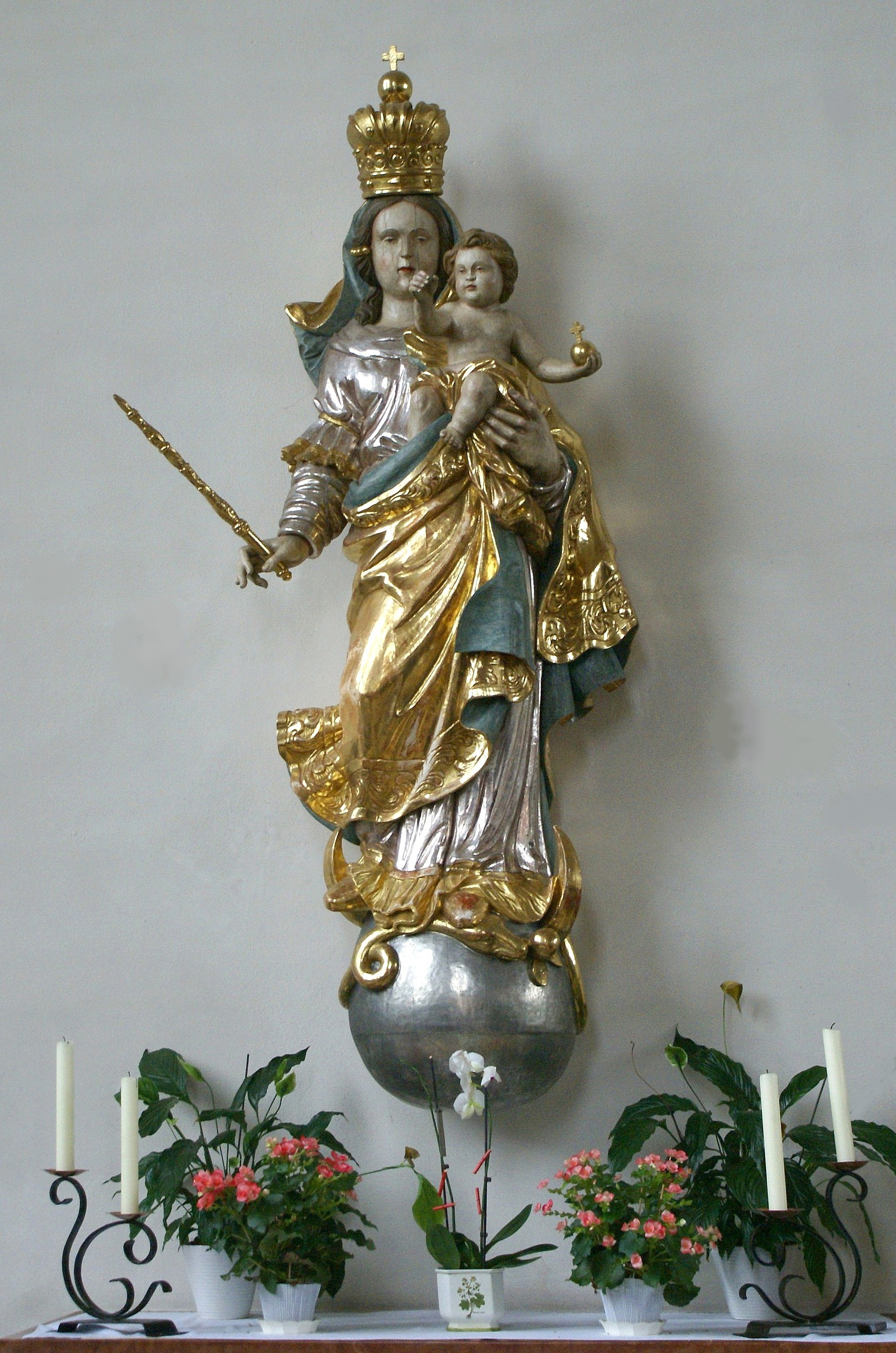
Madonna mit Kind in der Pfarrkirche St. Maria Magdalena

### Gemeindepartnerschaften
- Bavent, Normandie

### Wappen
| Wappen von Geiselbach | Blasonierung: „In Rot der goldene Großbuchstabe A, begleitet oben von zwei, unten von einem sechsstrahligen silbernen Stern.“ |
| Wappen von Geiselbach | Wappenbegründung: Die Gemeinde Geiselbach wurde 1296 vom Kloster Seligenstadt zu einem nicht genannten Preis vom Erzstift Mainz erworben. Sie gehörte damit mit den Nachbarorten Hofstädten und Omersbach zur Vogtei der „Dreidörfer“, über die das Kloster durch den Erwerb die Grundherrschaft und Niedergerichtsbarkeit erlangte. Das große A (Abbatio) im Wappen ist das Konventswappen des Klosters Seligenstadt und weist auf die enge grundherrschaftliche Beziehung zur Abtei Seligenstadt bis zur Säkularisation im Jahr 1802 hin. Die drei sechsstrahligen Sterne symbolisieren die „Dreidörferpfarrei“. Die Farben Silber und Rot sind die Farben von Kurmainz und erinnern an dessen Landesherrschaft bis 1803. Dieses Wappen wird seit 1967 geführt. |

## Berühmte Söhne von Geiselbach
- Peter Stenger (1792–1874), Gründer der Stenger-Brauerei in Naperville, DuPage County, Illinois, USA
- Jakob Heilmann (1846–1927), Geheimer Kommerzienrat und Bauunternehmer in München
- Moritz von Horstig (1851–1942), Regierungsbaurat und Architekt
- Carl Kaiser (1859–1945), Kommerzienrat und Textilkaufmann, Inhaber von Steigerwald & Kaiser in Leipzig
- Karl Ritter von Weber (1892–1941), Ritter des Militär-Max-Joseph-Ordens und Generalmajor im Zweiten Weltkrieg

## Kurioses
„Hochseicher“ sind Angeber, die beim Urinieren einen besonders hohen Strahl von sich geben. Die Geiselbacher wollten schon immer etwas Besonderes im Kahlgrund sein, deshalb gaben die Nachbarorte den Angebern den Spitznamen – Ortsnecknamen „Gaselbischer Hochseicher“.
Von Geiselbach ist auch ein Spottvers überliefert: Dreidörfer Narrn stehn auf drei Sparrn, dies ist auch der Titel des 2012 erschienenen Buches der Sprachwissenschaftlerin Almut König (Universität Würzburg) über Ortsnecknamen in Unterfranken.